# Inga (vlinderbloemen)
Inga is een geslacht uit de vlinderbloemenfamilie (Leguminosae). The Plant List [27 januari 2012] accepteert 370 soorten. 
Het geslacht staat bekend om de vruchten met eetbaar vruchtvlees rondom de zaden. In Suriname staan de vruchten bekend als 'switbonki' (= zoete boon). 

## Soorten (selectie)
- Inga edulis